# František Čuhel
František Čuhel (12. listopadu 1862, Olešnice – 3. prosince 1914, Vídeň) byl moravský a rakouský ekonom.

## Život
František Čuhel se narodil roku 1862 v Olešnici. Jeho rodiče byli protestanti. Vystudoval gymnasium v Brně a právnická studia ve Vídni a v Praze. Doktorátu práv dosáhl v Praze roku 1886. Roku 1889 se stal Čuhel koncipistou u obchodní komory v Praze, roku 1894 náměstkem sekretáře této komory a konečně roku 1898 druhým sekretářem této komory. Ze zdravotních důvodů musel Čuhel roku 1903 odejít z obchodní komory do předčasné výslužby. Vrátil se zpátky do Olešnice a později přesídlil do Vídně. Jeho stav se postupně zlepšoval. Ve Vídni se roku 1908 stal úředníkem „Všeobecné pensijní pojišťovny pro soukromé zřízence“. Čuhel v průběhu svého života několikrát uvažoval o své habilitaci v oboru národního hospodářství na pražské univerzitě a o vysokoškolské kariéře.
František Čuhel je pohřben v Praze na hřbitově Šárka (v oddělení Dejvice I).

## Vědecká činnost
František Čuhel byl jedním z nejhlubších badatelů na poli ekonomie v Českých zemích. Bádal zejména o hodnotě a potřebách. Jeho dílo není rozsáhlé - v důsledku jeho pracovního vytížení a zdravotních problémů. Svými články přispíval do časopisů „Právník“, „Osvěta“, „Obzoru národohospodářského“ a „Hlasu národa“. Redigoval časopis „Nové Zprávy“. Vrcholem je pak jeho kniha zabývající se potřebami „Zur Lehre von den Bedürfnissen“. Ta byla vydána roku 1907 v Innsbrucku. Kniha je důkladná a vystavěná na logickém myšlení. Nevýhodou knihy je těžká čitelnost daná snahou vše pečlivě vyjádřit a používání jazykových novotvarů (v českém výtahu například ukájedlo, průjev atd.). Kniha se dočkala pozornosti i takových ekonomů jako byl Eugen Böhm von Bawerk. Čuhel se touto knihou zařadil mezi významné představitele rakouské ekonomické školy. Ve stejném roce vydal Čuhel česky psaný výtah z tohoto díla pod názvem „K nauce o potřebách“. Vedle toho konal přednáškovou činnost. Pokusil se také o některé technické vynálezy, které, ač byly patentovány, se v praxi neosvědčily. V praktické činnosti se Čuhel zabýval zejména maloživnostníky a živnostenskými společenstvy, v kterých viděl významný hospodářský potenciál. Zabýval se také dostupností úvěrů právě pro maloživnostníky. Navrhl roku 1896 projekt na zřízení „Zemského jubilejního úvěrního fondu císaře a krále Františka Josefa I.“. Tento byl roku 1898 skutečně zřízen.